# Anthyllis hystrix
Anthyllis hystrix là một loài thực vật có hoa trong họ Đậu. Loài này được (Barcelo) Cardona & al. miêu tả khoa học đầu tiên.